# 블라디미르 레메크
블라디미르 레메크(Vladimír Remek, 1948년 9월 26일~)는 체코의 정치가, 외교관, 전직 우주인 및 전투 조종사다. 그는 미국과 소련을 제외한 나라 출신의 첫 우주인이 됐다.

## 어린 시절 및 군대 경력
레메크는 남보헤미아주 체스케부데요비체에서 태어나 1962년부터 1964년 사이 브르노 크라비 호라에 있는 관측소에서 공부를 했다. 블라디미르 레메크는 전투 조종사였던 부친 요제프 레메크의 영향을 받았다. 블라디미르 레메크는 피오니르 및 체코슬로바키아 청년연합에서 열성적으로 활동했다. 차슬라프에 있는 중학교에서 수학과 물리를 공부했고 한편 400m, 800m, 1500m 육상 경기에서도 활동했다. 1966년에 졸업하고 코시체에 있는 항공 학교에 진학하여 L-29를 훈련했다. 1970년 졸업한 후 공군 장교가 됐다. 레메크는 제1전투비행연대에서 미그-21을 몰았다. 1970년대에 레메크는 정치인 바츨라프 다비드의 딸이었던 배우 하나 다비도바와 결혼했다. 1980년 장녀 안나를 본 후 두 번째 아내와의 사이에서 3년 후 차녀 야나를 보았다.
1972년부터 1976년까지 가가린 공군아카데미에서 공부했다. 1976년 체코슬로바키아 귀국 이후 전투비행연대 부연대장으로 진급했다. 이후 소련으로 돌아가 소련 정부가 이끄는 우주 프로그램 훈련에 참가했다. 1978년 우주 방문 이후 군인 신분으로서 프라하에 있는 비행연구소 부소장을 역임했다. 1986년 차슬라프에 주둔한 비행사단 부사단장이 됐다. 1988년 러시아 합동군사참모대학교를 졸업한 후 모라바 지역에 주둔한 제2방공사단 부사단장이 됐다. 1989년 벨벳 혁명 이후 레메크는 프라하에 있는 항공우주박물관 관장으로 좌천됐다. 이후 1995년에 전역했다.

## 인터코스모스 참가

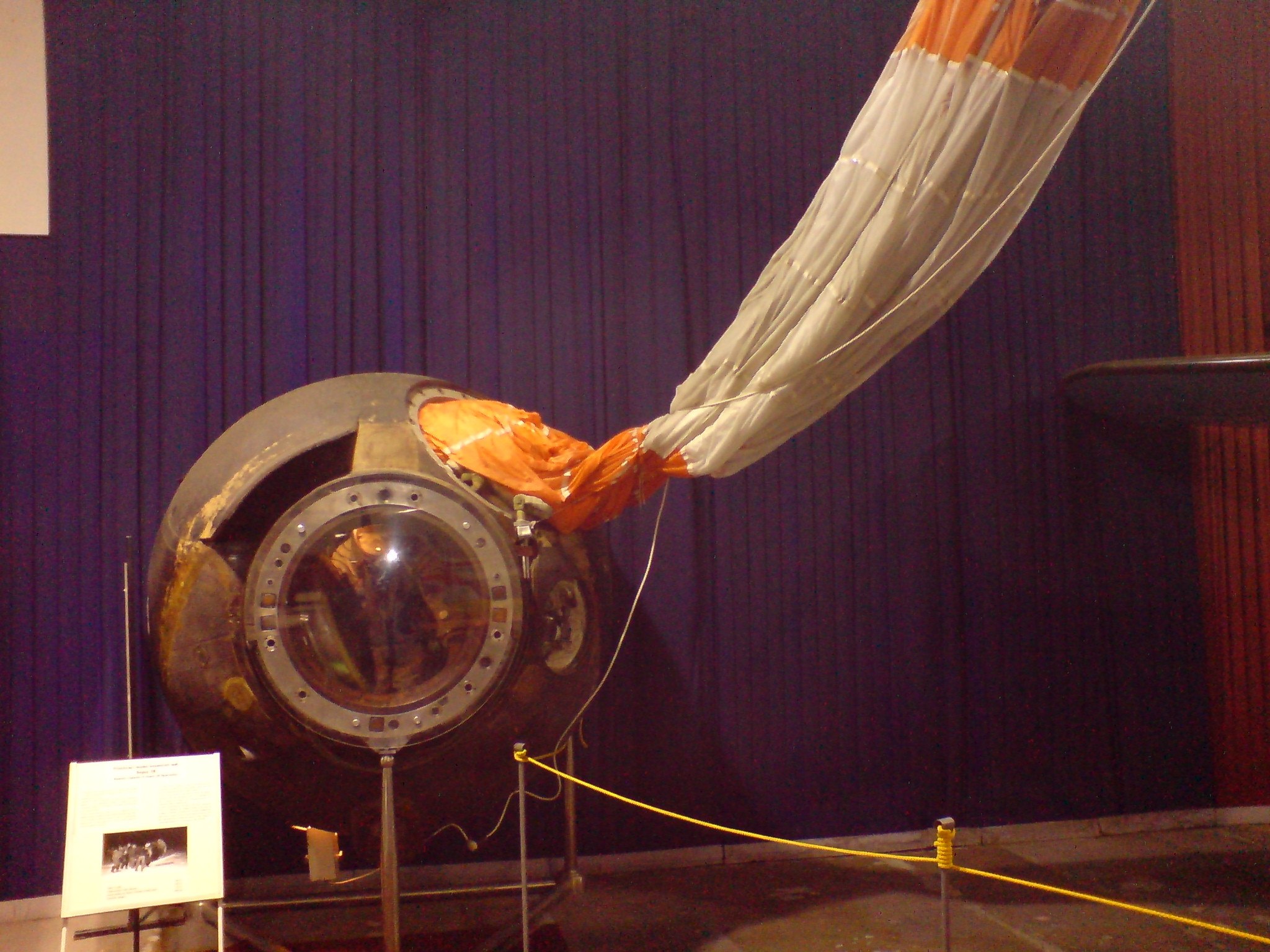
프라하 크벨리 항공박물관에 있는, 레메크가 우주에서 지구로 귀환했던 모듈

1976년에는 인터코스모스에 참가하게 됐다. 그 후 1948년 체코슬로바키아 쿠데타 30년을 기념하는 우주 프로그램의 일환으로 레메크의 우주 방문이 결정됐다. 그의 부친은 슬로바키아인, 모친은 체코인이었기 때문에 그의 존재는 선전 가치가 있었다. 레메크는 소유즈 28호를 타고 1978년 3월 2일부터 3월 10일까지 우주를 방문했다.

## 정치 경력
러시아 측 인사들과의 교류로 인하여 레메크는 주러시아 체코대사관에서 무역경제자문으로 임명됐다. 2004년 유럽 의회 선거에서 보헤미아 모라바 공산당 소속으로서 의원에 당선됐다. 1대 임기(2004년 7월 20일~2009년 7월 13일) 도중 레메크는 유럽 의회 좌파 – GUE/NGL의 구성원이었다. 유럽 연합의 갈릴레오 계획을 지지했는데, 관료주의적 지연으로 인해 중화인민공화국의 베이더우보다 뒤처질 수 있음을 경고했다. 레메크는 2009년에 재선됐다. 페트르 콜라르가 2012년 12월 주러시아 체코대사에서 사임했을 때 대사직이 공석이었다가 2014년 1월 체코 대통령 밀로시 제만에 의해 자신이 대사로 임명됐다.